# Isochromodes auxilians
Isochromodes auxilians är en fjärilsart som beskrevs av W. Warren 1904. Isochromodes auxilians ingår i släktet Isochromodes och familjen mätare. Inga underarter finns listade i Catalogue of Life.